# 富士電視台週日晚間九點連續劇系列
富士電視台週日晚間九點連續劇（日语：フジテレビ系列日曜夜9時枠の連続ドラマ），別稱「日九」，也就是日本富士電視台及其聯播網（FNS），於每星期日晚間9:00－9:54（日本時間）播出的電視連續劇系列。

## 作品列表

### 2010年代

#### 2016年
- 4月17日－6月：OUR HOUSE
  - 出演：蘆田愛菜、夏綠蒂·凱特·福克斯、山本耕史、加藤清史郎、塚本高史、松下由樹、橋爪功等
  - 劇本：野島伸司
  - 導演：永山耕三、 澤田鎌作、加藤裕將
  - 製作人：太田大、高田雄貴
  - 主題歌：Off Course
  - 製作著作：富士電視台
- 7月－9月：HOPE～期待值零的新進員工～（HOPE～期待ゼロの新入社員～）
  - 原作：尹胎鎬漫畫《未生》、電視劇《未生》
  - 出演：中島裕翔等
  - 劇本：德永友一
  - 導演：河野圭太、城宝秀則
  - 製作人：高丸雅隆
  - 主題歌：SPITZ
  - 製作著作：富士電視台、共同電視
- 10月－12月：Career～打破常規的警察署長～（キャリア〜掟破りの警察署長〜）
  - 出演：玉木宏等
  - 劇本：小山正太、
  - 導演：石川淳一、山内大典
  - 製作人：永井麗子
  - 製作著作：共同電視

#### 2017年
- 1月－3月：大貧窮（大貧乏）
  - 出演：小雪、伊藤淳史等
  - 劇本：安達奈緒子
  - 導演：土方政人
  - 製作人：小林宙
  - 製作著作：共同電視
- 4月－6月：櫻子小姐的腳下埋著屍體（櫻子さんの足下には死体が埋まっている）
  - 出演：觀月亞里莎等
  - 劇本：山岡潤平
  - 導演：佐藤祐市、山内大典
  - 製作人：森安彩
  - 製作著作：共同電視
- 7月－9月：警視廳生物系（警視庁いきもの係）
  - 出演：渡部篤郎等
  - 劇本：田中真一
  - 導演：木下高男、松木創、石川淳一、菊川誠
  - 製作人：貸川聰子
  - 製作著作：共同電視

## 外部連結
- 富士電視台電視連續劇（页面存档备份，存于）